# Nogometna reprezentacija Velšana iz Velike Britanije
Nogometna reprezentacija Velšana iz Velike Britanije predstavlja velšku nacionalnu manjinu iz Velike Britanije.

## Sudjelovanja na natjecanjima
- Europeada 2008., europsko prvenstvo nacionalnih manjina koje se održalo u Švicarskoj 2008. godine. Zauzeli su 3. mjesto u skupini A.
- Europeada 2012., europsko prvenstvo nacionalnih manjina koje se održalo u Njemačkoj od 16. do 24. lipnja 2012. godine.

## Vanjske poveznice
- Flickr[neaktivna poveznica] Velšani iz Uj. Kraljevstva na Europeadi 2012.